# Cyphoderus canariensis
Cyphoderus canariensis is een springstaartensoort uit de familie van de Cyphoderidae. De wetenschappelijke naam van de soort is voor het eerst geldig gepubliceerd in 1988 door da Gama.